# Lancelot Holland
Lancelot Ernest Holland (ur. 13 września 1887 w Middleton Cheney, zm. 24 maja 1941 w Cieśninie Durskiej) – brytyjski wojskowy, wiceadmirał Royal Navy, uczestnik II wojny światowej, zginął na pokładzie krążownika liniowego „Hood” podczas bitwy w Cieśninie Duńskiej.

## Życiorys
Lancelot Holland wstąpił do Royal Navy w 1902 roku. W latach 1903–1905 służył na Dalekim Wschodzie. Następnie ukończył kurs artyleryjski w szkole HMS „Excellent” i przez pewien czas pozostał tam jako wykładowca. Promocję do stopnia komandora (Captain) uzyskał w 1926 roku. W latach 1929–1931 dowodził krążownikiem „Hawkins”, okrętem flagowym 2. Dywizjonu Krążowników. W latach 1931–1932 był szefem brytyjskiej misji morskiej w Grecji. Został wówczas odznaczony Orderem Zbawiciela III klasy.
Po powrocie do Wielkiej Brytanii dowodził pancernikiem „Revenge”, koszarami Royal Navy w Portsmouth, był morskim adiutantem króla oraz asystentem szefa sztabu morskiego Admiralicji. W 1936 roku awansował do stopnia komodora (Commodore), w styczniu 1938 roku kontradmirała (Rear-Admiral) i objął dowodzenie 2. Eskadrą Pancerników z pokładu HMS „Resolution”. Od sierpnia 1939 do połowy 1940 roku był przedstawicielem Admiralicji w Ministerstwie Lotnictwa. Pomiędzy lipcem a listopadem 1940 roku dowodził 7. Dywizjonem Krążowników w ramach Force H, między innymi podczas operacji Collar i bitwy koło przylądka Spartivento. Na przełomie 1940 i 1941 roku awansował do stopnia wiceadmirała (Vice-Admiral).
Przez krótki okres 1941 roku dowodził 1. Eskadrą Pancerników, 12 maja tegoż roku objął stanowisko dowódcy Eskadry Krążowników Liniowych i zastępcy dowódcy Home Fleet, z „Hoodem” jako okrętem flagowym. 24 maja, w bitwie w Cieśninie Duńskiej z niemieckim pancernikiem „Bismarck” i ciężkim krążownikiem „Prinz Eugen” zginął w eksplozji swojego okrętu razem z jego dowódcą, komandorem Kerrem oraz 1413 dalszymi członkami załogi. Pośmiertnie został wymieniony w sprawozdaniu.